# Брезов сироп
Брезовият сироп (на руски: берёзовый сироп; на английски: birch syrup; на френски: sirop de bouleau) е сладък сироп, който се прави от сока на брезата. Завършен, той съдържа 67 % захар. Произвежда се основно в Аляска, Канада, Русия, Финландия, Беларус, Украйна, както и в някои страни от Северна и Източна Европа. В света има около 20 производители на брезов сироп.

## Производство
Брезовият сироп се приготвя трудно, защото са необходими от 80 до 110 литра сок за производството на 1 литър брезов сироп. Брезовият сироп има специфичен вкус, цвят и гъстота – гъст, прозрачен, кехлибарен до тъмно кафяв, с вкус подобен на карамел и пчелен мед, с леко дървесен привкус.
Движението на брезовия сок започва рано напролет и продължава до пълното разпукване на пъпките. Най-подходящото време за събиране на сока е от началото на март, когато снегът все още не се е разтопил, до средата на април, когато започват да се разпукват листата на дърветата. От една бреза за денонощие може да се съберат около три литра сок. 
За добив на брезов сок са подходящи дървета с диаметър на ствола не по-малко от 20 сантиметра, с добре развита корона и растящо в екологичен район. В ствола на дървото на височина около 20 – 80 см. се пробиват отвори с диаметър 0,3 – 1,5 см и с дълбочина 3 – 5 см, и в тях се поставят дървени, метални или пластмасови тръбички, по които брезовият сок се стича в специално поставените под тръбичките съдове. Сокът тече не в най-вътрешната част на ствола, а някъде между кората и горния слой на дървесината. Най-подходящите часове за събиране на брезов сок са часовете от 12 на обяд до 18 часа, защото точно в този период движението на соковете е най-активно.
Сокът извлечен от брезата има естествено съдържание на витамини и минерали, антиоксиданти, аскорбинова киселина, (1,2%) естествена плодова захар, (0,7 – 1,4%) ксилитол, витамин С, калий, калций, натрий, магнезий, цинк, фосфор, желязо, глутамин, аминокиселини, макро- и микроелементи.
Брезовият сок съдържа от 0,5 до 2 % захари и може да се използва както и за приготвянето на различни напитки. Свежият брезов сок е леко сладък на вкус, с приятен и специфичен дървесен (брезов) привкус.
Брезовият сироп се получава чрез изпаряване на водата в брезовия сок. Сокът се налива в метален съд, поставя се на огън и се кипва. Получената по време на кипенето пяна се отстранява. Когато една трета от сока се изпари, се долива нова течност, и това продължава два до четири пъти, докато сокът се сгъсти до получаването на брезов сироп, без да се добавя захар. по време на изпаряването сокът трябва да се измерва със захаромер – когато захарността достигне до 65 – 67 %, сиропът е готов. Готовият сироп се филтрира, разлива се в бутилки и може да се съхранява на тъмно и хладно място повече от година.